# Олександрівська сільська рада (Приазовський район)
Олександрівська сільська рада — орган місцевого самоврядування у Мелітопольському районі Запорізької області. Раді підпорядкована Олександрівська сільська громада.

## Загальні відомості
Історична дата утворення: в 1943 році.

## Населені пункти
Сільській раді підпорядковані села Олександрівської ОТГ:
- Олександрівка
- Нечкине
- Степанівка Перша
- Миронівка
- Чкалове
- Новокостянтинівка
- Ігорівка
- Георгіївка
- Дівнинське
- Дунаївка
- Вікторівка
- Гірсівка
- Надеждине
- Волна

## Склад ради
Рада складається з 16 депутатів та голови.

### Керівний склад ради
| ПІБ                  | Основні відомості                                            | Дата обрання | Дата звільнення |
| -------------------- | ------------------------------------------------------------ | ------------ | --------------- |
| Бордюг Василь Якович | Сільський голова, 1950 року народження, освіта, безпартійний | 26.03.2006   | 31.10.2010      |

Примітка: таблиця складена за даними джерела